# Peter Schat

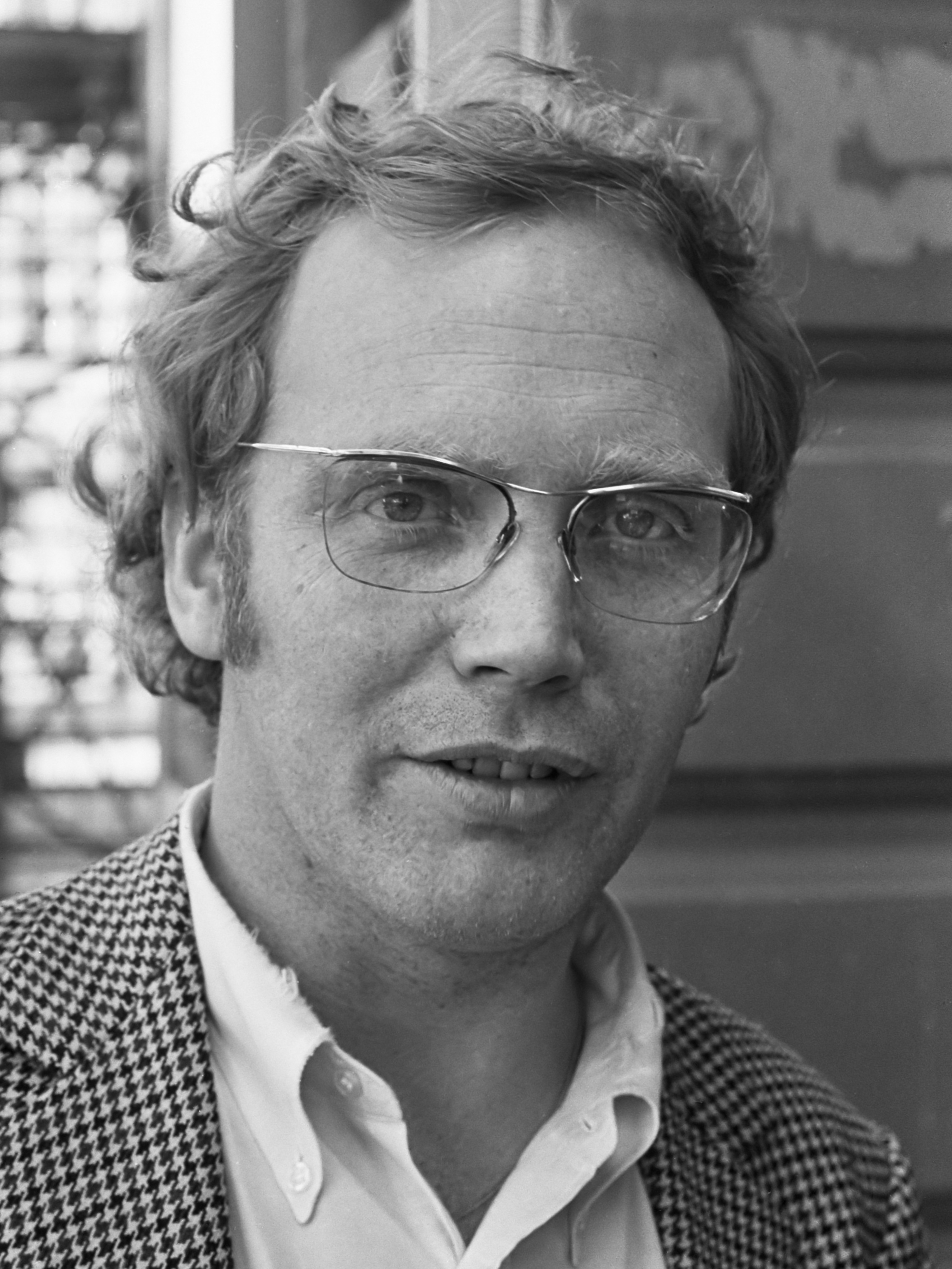
Peter Schat, 1968

Peter Ane Schat (* 5. Juni 1935 in Utrecht; † 3. Februar 2003 in Amsterdam) war ein niederländischer Komponist, Musikpädagoge und Musikschriftsteller.

## Leben
Schat studierte am Konservatorium Utrecht Klavier bei Jaap Callenbach und am Konservatorium Den Haag Musiktheorie und Komposition bei Kees van Baaren. Er setzte seine Ausbildung bei Mátyás Seiber in London (1959) und Pierre Boulez in Basel (1960–61) fort. Er gilt als bedeutender Vertreter der musikalischen Avantgarde in den Niederlanden, war ein passionierter Provokateur, Sozialkritiker und Autor und veröffentlichte zahlreiche Artikel und Bücher, darunter De Toonklok (1984) und De Wereld Chromatisch (1988).
1961 schloss er sich der Mood Engineering Society von Willem de Ridder an, einer Gruppe, die in multimedialen Projekten bildende Kunst, Musik und Theater verband. 1967 gehörte er zu den Gründern des Studio for Electro-Instrumental Music (STEIM), einem Zentrum für elektro-instrumentale Musik in Amsterdam. Von 1974 bis 1982 unterrichtete er am Konservatorium von Den Haag.
Schats erste Komposition war eine Passacaglia and Fugue für Orgel, die bei der Gaudeamus Music Week 1954 aufgeführt wurde, 1957 gewann er mit dem Septett op. 3 den Kompositionspreis der Stiftung Gaudeamus. Er tat sich in den 1950er und 1960er Jahren als avantgardistischer Komponist von Zwölfton-, elektronischer und serieller Musik hervor. Er komponierte mehr als 50 Werke, darunter Chor- und Kammermusik, Klavierstücke und fünf Opern. Schat war mit der Schauspielerin Marina Schapers verheiratet, die 1981 bei einem Unfall ums Leben kam.